# Xã Mission, Quận Brown, Kansas
Xã Mission (tiếng Anh: Mission Township) là một xã thuộc quận Brown, tiểu bang Kansas, Hoa Kỳ. Năm 2010, dân số của xã này là 556 người.